# Tynset
Tynset es un municipio de la provincia de Hedmark, Noruega. Forma parte del distrito tradicional de Østerdalen. Tiene una población de 5562 habitantes según el censo de 2015 y su centro administrativo es el pueblo de Tynset.

## Información general

### Nombre
El municipio (originalmente una parroquia) es el nombre de la antigua granja Tynset (en nórdico antiguo: Tunnusetr), ya que la primera iglesia fue construida aquí. El primer elemento es el caso genitivo del nombre del río Tunna (ahora Tonna); el último elemento se deriva de setr que significa «casa» o «granja». El significado del nombre de río es desconocido.  Antes de 1918, el nombre fue escrito "Tonset" (pronunciado Teunset, el diptongo equivalente a la de los franceses: bleu).

### Escudo de armas
El escudo de armas  data de tiempos modernos. Se les concedió el 18 de octubre de 1985. Los brazos muestran una cabeza gris/plata de un alce sobre un fondo azul. Fue elegido para simbolizar la abundancia de alces en la zona.
(Véase también el escudo de armas para Aremark, Namsos, Namsskogan y Ringsaker, los cuales tienen un origen similar).

## Historia
La parroquia de Tønsæt fue establecida como municipio el 1 de enero de 1838. Aunque el municipio de Alvdal fue originalmente una parte de Tynset, se convirtió en un municipio independiente en 1864. El antiguo municipio de Kvikne se fusionó con Tynset en 1966.

## Geografía
Tynset es el centro municipal de la zona de Nord-Østerdalende la provincia de Hedmark. Bien ubicado en la zona central del territorio continental de Noruega, Tynset se encuentra en el cuadrante superior del valle más largo del país, Østerdalen, a aproximadamente 480 m s. n. m. Al noreste se encuentra el municipio de Tolga, al sur Rendalen y Alvdal, y al oeste Folldal. En la provincia limítrofe de Sør-Trøndelag, Tynset limita al norte con los municipios de Rennebu y Midtre Gauldal, y al oeste con Oppdal.

## Clima

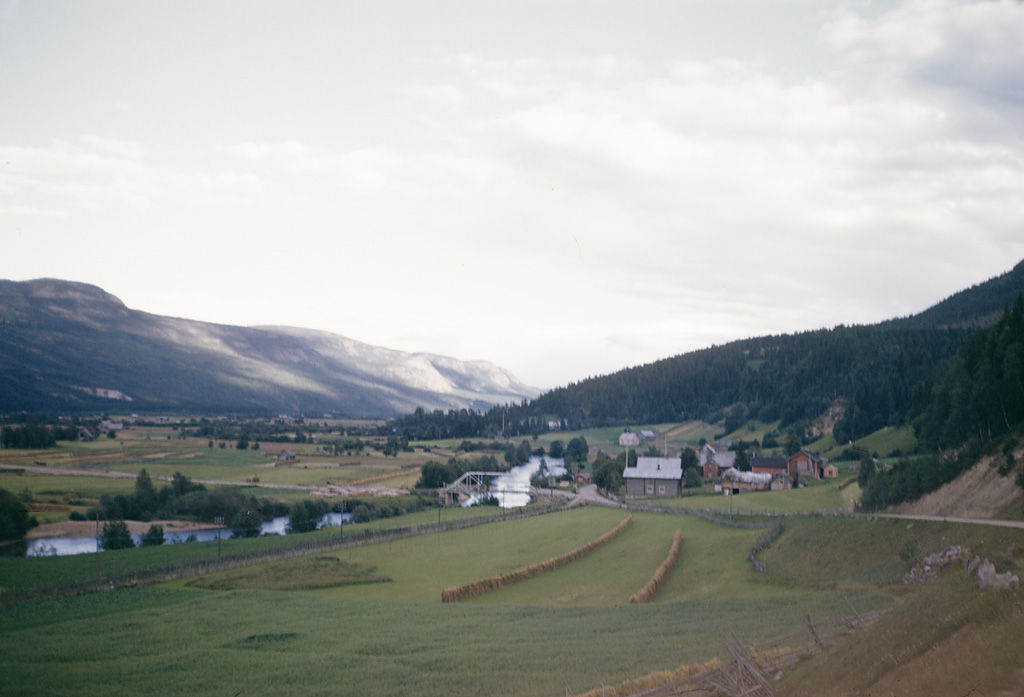
Vista del valle de Tynset.

El clima de Tynset es generalmente duro. Por estar al abrigo de las montañas, la precipitación media anual de Tynset es de solo 400 milímetros y la temperatura media anual es de 0 °C. Los inviernos son fríos, pero sin grandes variaciones térmicas. La temperatura promedio en enero alcanza los -13 °C y cae por debajo de cero a partir de noviembre hasta mediados de abril. En julio, la temperatura media durante las 24 horas es de aproximadamente 12 °C. Julio es también, en general, el mes más húmedo, con una precipitación media de unos 70 milímetros. Esto corresponde a un clima subártico continental.
| Parámetros climáticos promedio de Tynset | Parámetros climáticos promedio de Tynset | Parámetros climáticos promedio de Tynset | Parámetros climáticos promedio de Tynset | Parámetros climáticos promedio de Tynset | Parámetros climáticos promedio de Tynset | Parámetros climáticos promedio de Tynset | Parámetros climáticos promedio de Tynset | Parámetros climáticos promedio de Tynset | Parámetros climáticos promedio de Tynset | Parámetros climáticos promedio de Tynset | Parámetros climáticos promedio de Tynset | Parámetros climáticos promedio de Tynset | Parámetros climáticos promedio de Tynset |
| Mes                                      | Ene.                                     | Feb.                                     | Mar.                                     | Abr.                                     | May.                                     | Jun.                                     | Jul.                                     | Ago.                                     | Sep.                                     | Oct.                                     | Nov.                                     | Dic.                                     | Anual                                    |
| ---------------------------------------- | ---------------------------------------- | ---------------------------------------- | ---------------------------------------- | ---------------------------------------- | ---------------------------------------- | ---------------------------------------- | ---------------------------------------- | ---------------------------------------- | ---------------------------------------- | ---------------------------------------- | ---------------------------------------- | ---------------------------------------- | ---------------------------------------- |
| Temp. máx. media (°C)                    | -8.9                                     | -4.4                                     | 1.7                                      | 6.7                                      | 11.7                                     | 16.1                                     | 17.2                                     | 16.7                                     | 11.7                                     | 6.1                                      | -1.7                                     | -5                                       | 5.6                                      |
| Temp. mín. media (°C)                    | -18.3                                    | -15                                      | -12.2                                    | -3.3                                     | 0                                        | 5                                        | 6.1                                      | 6.1                                      | 2.2                                      | -1.7                                     | -7.8                                     | -13.9                                    | -4.4                                     |
| Precipitación total (mm)                 | 17.8                                     | 15.2                                     | 7.6                                      | 10.2                                     | 38.1                                     | 83.8                                     | 86.4                                     | 81.3                                     | 27.9                                     | 17.8                                     | 12.7                                     | 15.2                                     | 414                                      |
| Fuente: Weatherbase                      |                                          |                                          |                                          |                                          |                                          |                                          |                                          |                                          |                                          |                                          |                                          |                                          |                                          |